# René Vuaillat
Pour les articles homonymes, voir Vuaillat.
René Vuaillat, né le 28 mars 1923 à Saint-Germain-de-Joux (Ain) et mort le 3 février 1992 au Chesnay (Yvelines), est ingénieur des Arts et Métiers (Cluny 1941), ingénieur de l'École nationale supérieure du pétrole et des moteurs (1946). Il participe activement au Maquis de l'Ain. Pour Renault, il a conçu le fameux « moteur Cléon-Fonte », il est également l'inventeur du dispositif de répartition de freinage à adhérence totale. Il sera également directeur de Renault-Gordini.

## Biographie
Le 10 septembre 1946, René Vuaillat est ingénieur moteur à la direction des études, chez Renault. Le 1er janvier 1952, il est affecté à la direction des recherches appliquées, où il met au point l’adaptation des générateurs à pistons libres Pescara sur nos locomotives. Le 1er août 1953, il passe adjoint au chef de service études moteurs. Le 1er janvier 1957, il devient chef du service études moteurs.
Il a conçu le fameux « moteur Sierra » plus connu sous le nom de « moteur Cléon-Fonte ». Il est apparu en 1962 sur la Renault Floride S et la Renault 8. Ce quatre cylindres aura animé des générations de modèles, passant au fil des ans de 956 cm3 à 1 397 cm3 de la Floride à la Twingo en passant par la Renault 11 Turbo et la Renault 5 Turbo 2. Ce moteur est réputé pour sa robustesse et sa longévité. Ce moteur mythique a équipé des générations de Renault pendant plusieurs décennies:  Renault Floride S, Caravelle, Alpine A110, R4, R5, Le Car, Super 5, R6, R7 (Siete), R8/R10, R9/R11, Alliance/Encore, R12, R15, R18, R19, R21 (Export), Estafette, Trafic I, Express (Rapid/Extra), Fuego, Twingo I, Clio I. Sans oublier la gamme Dacia à compter de 1971.
Le 1er janvier 1962, il devient chef du service châssis et architecture, et devient directeur projet études mécaniques le 1er juillet 1965. Le 1er janvier 1976, René Vuaillat devient directeur de Renault-Gordini, il est également directeur adjoint des recherches et développement automobile. Il finit sa carrière en tant que directeur des techniques avancées produit.
C'est aussi à René Vuaillat que l'on doit le dispositif de répartition de freinage à adhérence totale, dont le brevet a été déposé par Régie Nationale des Usines Renault le 13 février 1980. Pour résumer le principe : l'essieu avant et l'essieu arrière ayant chacun un différentiel, sont reliés par une roue libre qui s'enclenche et se bloque quand un essieu est plus freiné que l'autre (application principale au freinage d'un véhicule automobile).
Il prend sa retraite, le 31 décembre 1985. Il meurt le 3 février 1992 au Chesnay, dans les Yvelines, à l'âge de 68 ans.

## Distinction
- Croix de Guerre 1939-1945
- Chevalier de l'Ordre national du Mérite (1970)